# Đớp ruồi mày hung
Anthipes solitaris là một loài chim trong họ Muscicapidae.